# Still D.R.E.
Still D.R.E. (englisch für „immer noch D.R.E.“) ist ein Lied des US-amerikanischen Rappers und Musikproduzenten Dr. Dre, das er zusammen mit dem Rapper Snoop Dogg aufnahm. Der Song ist die erste Singleauskopplung seines zweiten Studioalbums 2001 und wurde am 13. Oktober 1999 veröffentlicht.

## Inhalt
| Liedteil   | Künstler   |
| Intro      | Snoop Dogg |
| 1. Strophe | Dr. Dre    |
| Refrain    | Snoop Dogg |
| 2. Strophe | Dr. Dre    |
| 3. Strophe | Dr. Dre    |
| Outro      | Snoop Dogg |

Snoop Dogg übernimmt bei dem Track das Intro, Teile des Refrains und das Outro, während Dr. Dre die drei Strophen rappt. Thematisch dreht sich Still D.R.E. vor allem um die Rückkehr Dr. Dres sieben Jahre nach seinem Debütalbum The Chronic von 1992. Er rappt, dass sich seitdem nicht viel verändert habe und er immer noch der Alte sei sowie an der Spitze des Rapgeschäfts stehe. Seine Beats und Bässe seien immer noch die besten und besonders für Partys geeignet. Außerdem betont Dr. Dre, dass er immer noch zu seinen Wurzeln aus Compton stehe, im Lowrider fahre, Marihuana rauche und vor allem Gangsta-Rap repräsentiere. Er habe immer noch ein Auge auf Künstler aus dem Underground und deshalb Eminem unter Vertrag genommen, der mit seinem Debütalbum The Slim Shady LP Platin-Status in den USA erreicht hat. Dr. Dre werde immer derselbe bleiben, nicht überheblich werden, weiter Klassiker produzieren und jungen talentierten Leuten mit Jobs aus dem Ghetto heraushelfen.

## Covergestaltung
Das Singlecover ist in dunkelgrünen Farbtönen gehalten und zeigt das Blatt einer Hanfpflanze. Im oberen Teil des Bildes stehen die weißen Schriftzüge Dr. Dre und featuring Snoop Dogg. Der Titel Still D.R.E. befindet sich in weißen Buchstaben links unten.

## Produktion
Das Lied wurde von Dr. Dre in Zusammenarbeit mit den Musikproduzenten Mel-Man und Scott Storch, der die Keyboards einspielte, produziert.
Geschrieben wurde Still D.R.E. überwiegend von Jay-Z.

## Musikvideo
Beim zum Song gedrehten Video führte Hype Williams Regie.
Es zeigt Dr. Dre, Snoop Dogg und The D.O.C. mit leicht bekleideten Frauen in einem Lowrider fahren. In einigen Szenen sieht man Dr. Dre und Snoop Dogg vor diesen Autos und einer Menschenansammlung rappen. Eminem hat einen Cameo-Auftritt, als er eine Gruppe Frauen über den Strand jagt. Gegen Ende wechselt das Video von Tag zu Nacht und man sieht unter anderem auch den Rapper Xzibit in einem Lowrider fahren.
Nach der Aufführung während der Halbzeitshow des Super Bowl LVI überschritt das Video auf YouTube die Marke von einer Milliarde Aufrufen.

## Preise
Bei den Grammy Awards 2000 wurde Still D.R.E. in der Kategorie Best Rap Performance by a Duo or Group nominiert, unterlag jedoch dem Lied You Got Me von The Roots und Erykah Badu.

## Kommerzieller Erfolg

### Chartplatzierungen
Still D.R.E. erreichte in den britischen Charts Platz sechs und in den US-amerikanischen Billboard Hot 100 Rang 93. Nach dem gemeinsamen Auftritt von Dr. Dre und Snoop Dogg in der Halbzeitshow des Super Bowl LVI erreichte das Lied im Februar 2022 Rang 38 der deutschen Singlecharts, Platz 34 der Ö3 Austria Top 40, Position 15 der Schweizer Hitparade und mit Rang 23 eine neue Höchstplatzierung in den Billboard Hot 100.
| ChartsChartplatzierungen       | Höchstplatzierung | Wochen |
| ------------------------------ | ----------------- | ------ |
| Deutschland (GfK)              | 38 (6 Wo.)        | 6      |
| Österreich (Ö3)                | 34 (3 Wo.)        | 3      |
| Schweiz (IFPI)                 | 15 (14 Wo.)       | 14     |
| Vereinigte Staaten (Billboard) | 23 (8 Wo.)        | 8      |
| Vereinigtes Königreich (OCC)   | 6 (15 Wo.)        | 15     |

### Auszeichnungen für Musikverkäufe
Für mehr als 750.000 Verkäufe erhielt Still D.R.E. 2023 in Deutschland eine dreifache Goldene Schallplatte. Im Jahr 2023 wurde der Song für über 1,8 Millionen verkaufte Einheiten im Vereinigten Königreich mit einer dreifachen Platin-Schallplatte ausgezeichnet.
| Land/Region                  | Auszeichnungen für Musikverkäufe (Land/Region, Auszeichnung, Verkäufe) | Verkäufe  |
| ---------------------------- | ---------------------------------------------------------------------- | --------- |
| Brasilien (PMB)              | Platin                                                                 | 60.000    |
| Dänemark (IFPI)              | 2× Platin                                                              | 180.000   |
| Deutschland (BVMI)           | 3× Gold                                                                | 750.000   |
| Griechenland (IFPI)          | Gold                                                                   | 10.000    |
| Italien (FIMI)               | Platin                                                                 | 50.000    |
| Neuseeland (RMNZ)            | 6× Platin                                                              | 180.000   |
| Österreich (IFPI)            | Platin                                                                 | 50.000    |
| Portugal (AFP)               | Platin                                                                 | 10.000    |
| Spanien (Promusicae)         | Platin                                                                 | 60.000    |
| Vereinigtes Königreich (BPI) | 3× Platin                                                              | 1.800.000 |
| Insgesamt                    | 1× Gold · 17× Platin ·                                                 | 3.150.000 |

Hauptartikel: Dr. Dre/Auszeichnungen für Musikverkäufe